# Tent-pole
Em grade de programação e cinema, tenda-pole é um evento que se espera que um programa ou filme gere muito dinheiro e também ajude a persuadir as pessoas a gastar dinheiro em produtos relacionados a eles. Um exemplo notável é a longa franquia de entretenimento Star Trek.